# أحمد المبروك صافار
أحمد المبروك صافار (مواليد 1972 -) مدينة مصراتة بليبيا, ترعرع ودرس فيها حتى سن 17 سنة.
عُين سفيراً فوق العادة ومفوضاً عاماً لدولة ليبيا لدى إيطاليا في شهر أبريل 2014، وسبق له أن شغل منصب وكيل وزارة العمل والتأهيل الليبية في الفترة من نوفمبر 2011 وحتى فبراير 2013.